# Burg Sales
Die Burg Sales (französisch Château de Sales) war eine Burganlage im Département Haute-Savoie. Sie stand in der Gemeinde Thorens-Glières und war dort das erste Domizil der Familie de Sales, ehe sie durch das 200 Meter entfernte, tiefer gelegene Schloss Thorens ersetzt wurde.

## Geschichte
1567 wurde in der Burg Sales der heilige Franz von Sales geboren. Zwei Jahre später kaufte sein Vater das Schloss Brens, aber bereits 1573 zog die Familie wieder zurück auf die Burg Sales. 1602 zog Franz von Sales sich auf das Schloss zurück, um sich in Exerzitien unter der Leitung des Jesuiten Fournier auf seine Weihe zum Bischof von Genf in Thorens vorzubereiten. Am 29. Mai 1605 fand dort auch die zweite Zusammenkunft mit Johanna Franziska von Chantal statt, um die Gemeinschaft der Salesianerinnen zu gründen.

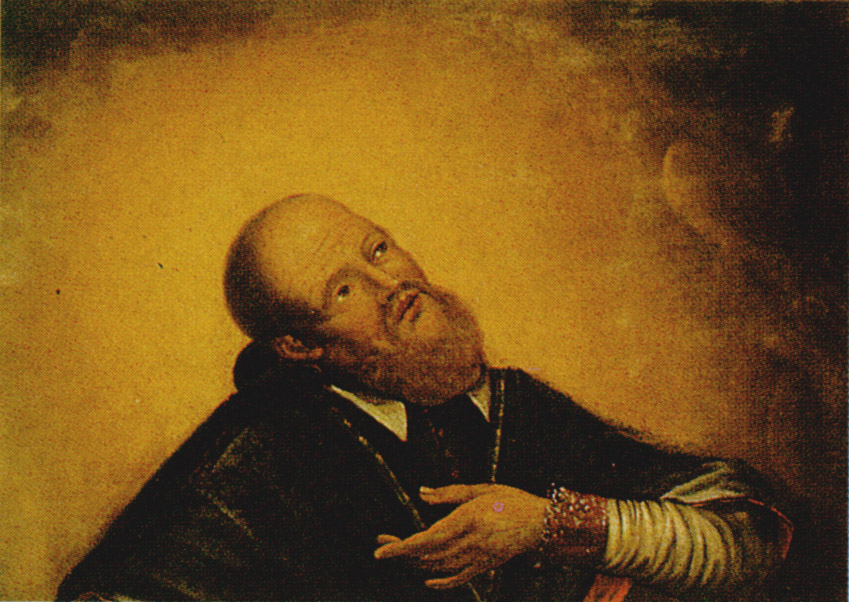
Das Franz-von-Sales-Bild in der Kapelle von Sales

Im Jahr 1630 wurde die Burg während der Invasion Ludwigs XIII. in Savoyen im Auftrag Kardinal Richelieus zerstört, nachdem der Graf Louis de Sales, der jüngere Bruder von Franz von Sales, den königlichen Truppen unter dem Kommando von Gaspard III. de Coligny, Marschall von Frankreich, bei der Übergabe des Schlosses Annecy heftigen Widerstand geleistet hatte.
1672 wurde am Ort der ehemaligen Burg durch drei Neffen des Heiligen eine Kapelle zu Ehren ihres 1665 heiliggesprochenen Onkels errichtet, und zwar an der Stelle seines Geburtszimmers. 1677 erhielt sie einen barocken Altar, der heute noch erhalten ist. Nachdem die Kapelle durch den Grafen François de Roussy de Sales (1860–1943) restauriert worden war, ließ er der Kapelle einen Anbau zufügen, der seitdem als Grabstätte der Familie de Roussy de Sales dient. Deren Mitglieder waren zuvor immer in der Sebastianskapelle in Thorens-Glières bestattet worden. Ihre Gebeine ließ der Graf von dort in die neue Grabstätte überführen.